# MTV Movie Awards 1995
| MTV Movie Awards 1995              | MTV Movie Awards 1995                     |
| ---------------------------------- | ----------------------------------------- |
| Datum                              | 10 juni 1995                              |
| Plats                              | Warner Bros. Studios Burbank, Kalifornien |
| Värd                               | Jon Lovitz och Courteney Cox              |
| ← 1994 · MTV Movie Awards · 1996 → |                                           |

MTV Movie Awards 1995 hölls den 10 juni 1995.

## Vinnare och nominerade
Vinnarna listas i fetstil.
| Bästa film | Bästa film |
| --- | --- |
| - Pulp Fiction - The Crow - En vampyrs bekännelse - Forrest Gump - Speed | |
| Bästa manliga prestation | Bästa kvinnliga prestation |
| - Brad Pitt − En vampyrs bekännelse - Tom Hanks − Forrest Gump - Brandon Lee − The Crow - Keanu Reeves − Speed - John Travolta − Pulp Fiction | - Sandra Bullock − Speed - Jamie Lee Curtis − True Lies - Jodie Foster − Nell - Meg Ryan − When a Man Loves a Woman - Uma Thurman − Pulp Fiction |
| Mest åtråvärda man | Mest åtråvärda kvinna |
| - Brad Pitt − En vampyrs bekännelse - Tom Cruise − En vampyrs bekännelse - Andy García − When a Man Loves a Woman - Keanu Reeves − Speed - Christian Slater − En vampyrs bekännelse                                                                                   | - Sandra Bullock − Speed - Halle Berry − The Flintstones - Cameron Diaz − The Mask - Demi Moore − Skamgrepp - Sharon Stone − Specialisten |
| Bästa genombrott | Bästa filmpar |
| - Kirsten Dunst − En vampyrs bekännelse - Tim Allen − Nu är det jul igen - Cameron Diaz − The Mask - Hugh Grant − Fyra bröllop och en begravning - Mykelti Williamson − Forrest Gump                                                                                  | - Sandra Bullock och Keanu Reeves − Speed - Jim Carrey och Jeff Daniels − Dum & dummare - Tom Cruise och Brad Pitt − En vampyrs bekännelse - Woody Harrelson och Juliette Lewis − Natural Born Killers - Samuel L. Jackson och John Travolta − Pulp Fiction |
| Bästa skurk | Bästa komiska prestation |
| - Dennis Hopper − Speed - Tom Cruise − En vampyrs bekännelse - Jeremy Irons − Lejonkungen - Tommy Lee Jones − Tidsfrist noll - Demi Moore − Skamgrepp | - Jim Carrey − Dum & dummare - Tim Allen − Nu är det jul igen - Tom Arnold − True Lies - Jim Carrey − The Mask - Adam Sandler − Billy Madison |
| Bästa låt i en film | Bästa kyss |
| - "Big Empty" av Stone Temple Pilots − The Crow - "Can You Feel the Love Tonight" av Elton John − Lejonkungen - "Girl, You'll Be a Woman Soon" av Urge Overkill − Pulp Fiction - "I'll Remember" av Madonna − Lära för livet - "Regulate" av Warren G − Above the Rim | - Jim Carrey och Lauren Holly − Dum & dummare - Julie Delpy och Ethan Hawke − Bara en natt - Woody Harrelson och Juliette Lewis − Natural Born Killers - Sandra Bullock och Keanu Reeves − Speed - Jamie Lee Curtis och Arnold Schwarzenegger − True Lies   |
| Bästa actionscen | Bästa danssekvens |
| - Speed − För bussflykten/flygplan explosionen - Påtaglig fara − För bakhållet av CIA konvojen - Tidsfrist noll − För flykten från exploderande fartyget - True Lies − För bro explosionen/limo räddningen                                                            | - Pulp Fiction − Uma Thurman och John Travolta - Bradys klarar skivan − Brady barnen - The Mask − Jim Carrey och Cameron Diaz - True Lies − Tia Carrere och Arnold Schwarzenegger                                                                           |

### Bästa nya filmskapare
- Steve James − Hoop Dreams

### Pris för livsgärning
- Jackie Chan